# Franz Xaver Messerschmidt
Franz Xaver Messerschmidt (Wiesensteig, 6 februari 1736 - Pressburg, 19 augustus 1783) was een Duits-Oostenrijkse beeldhouwer.

## Leven en werk
Messerschmidt groeide op in München, waar hij leerling was van zijn oom Johann Baptist Straub en Ignaz Günther. Van 1752 tot 1754 was hij werkzaam in het atelier van zijn oom Philipp Jakob Straub in Graz. Vanaf 1755 studeerde hij aan de Academie van beeldende kunsten in Wenen, onder Schletterer, Donner en Moll.
Na zijn afstuderen werd Messerschmidt ciseleur bij het Keizerlijk Arsenaal. In deze periode kreeg hij zijn eerste opdrachten en werd hij door Maria Theresia van Oostenrijk benoemd tot hofbeeldhouwer. In 1765 maakte hij een studiereis naar Rome. Van 1769-1773 was hij hoogleraar aan de Academie in Wenen. Na het overlijden van Schletterer in 1774 werd Messerschmidt tot zijn teleurstelling niet benoemd tot het nieuwe hoofd van de beeldhouwafdeling en hij trok terug naar zijn geboorteplaats. In 1777 vestigde hij zich in Pressburg, waar een broer van hem woonde. Hij overleed er enkele jaren later aan een longontsteking.
In Messerschmidts werk is de overgang van barok naar het neoclassicisme zichtbaar. Hij werd bekend om zijn portretten, maar vooral door zijn karakterhoofden, haast karikaturale koppen, waarvan er ongeveer 50 van bewaard zijn gebleven.

## Galerij

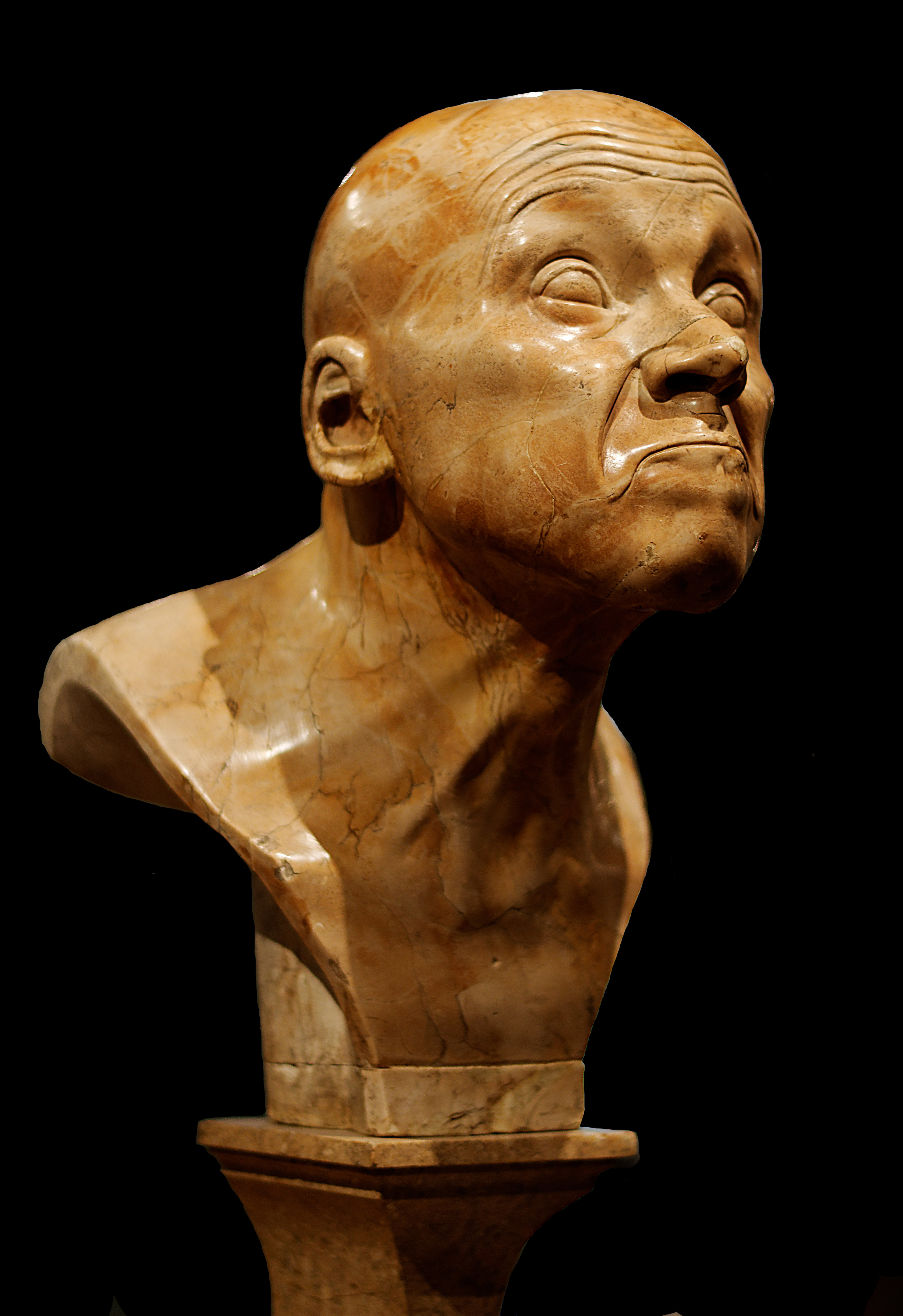
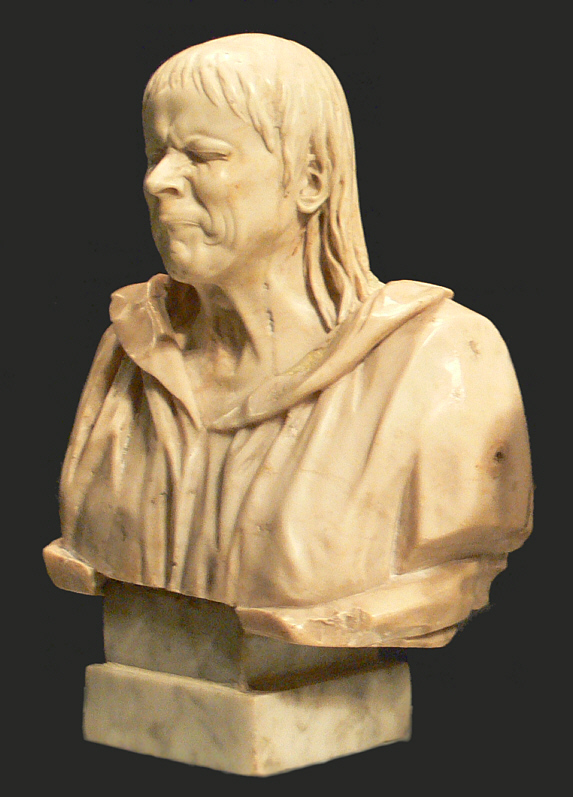
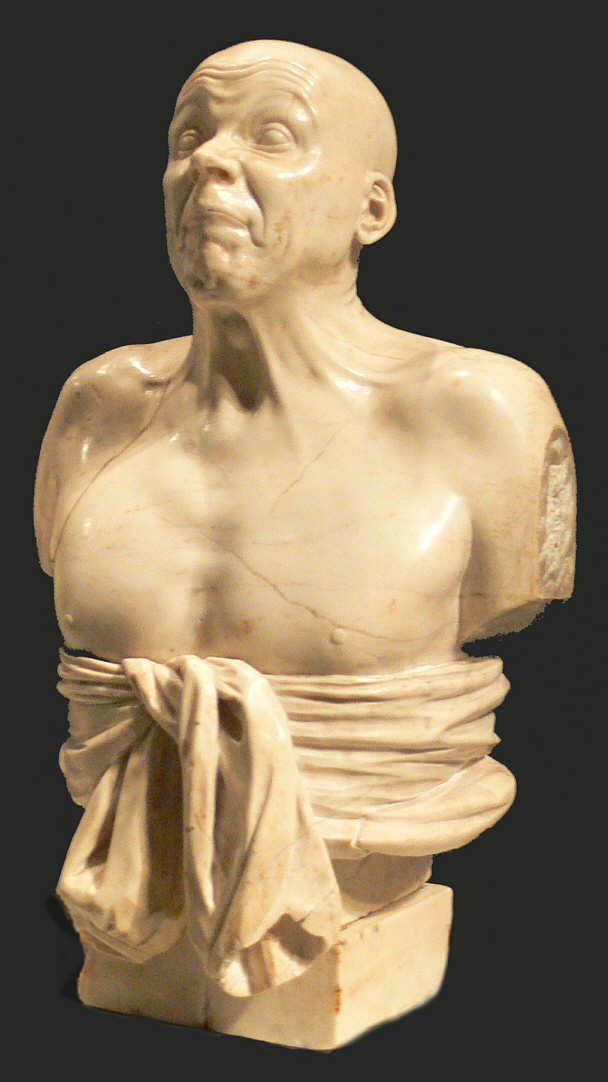

- Bibliothèque nationale de France: cb123379133 (data)
- Gemeinsame Normdatei: 118581368
- International Standard Name Identifier: 0000 0000 6676 7811
- Library of Congress Control Number: n83132648
- MusicBrainz: 5cde72f8-55cb-4333-a219-55bd3607ecd0
- Nationale Bibliotheek van Tsjechië: jx20060117069
- Nationale bibliotheek van Australië: 36460220
- Nationale Bibliotheek van Israël: 987007321902805171
- Nederlandse Thesaurus van Auteursnamen: 069164770
- RKD-Nederlands Instituut voor Kunstgeschiedenis: 115149
- SNAC: w6284t5w
- Système universitaire de documentation: 070314241
- Trove: 1258091
- Union List of Artist Names: 500067615
- Virtual International Authority File: 40170640
- WorldCat: E39PCjtv6F3DBrqCJXQc9Xt4tq